# Puppen im Bauhaus

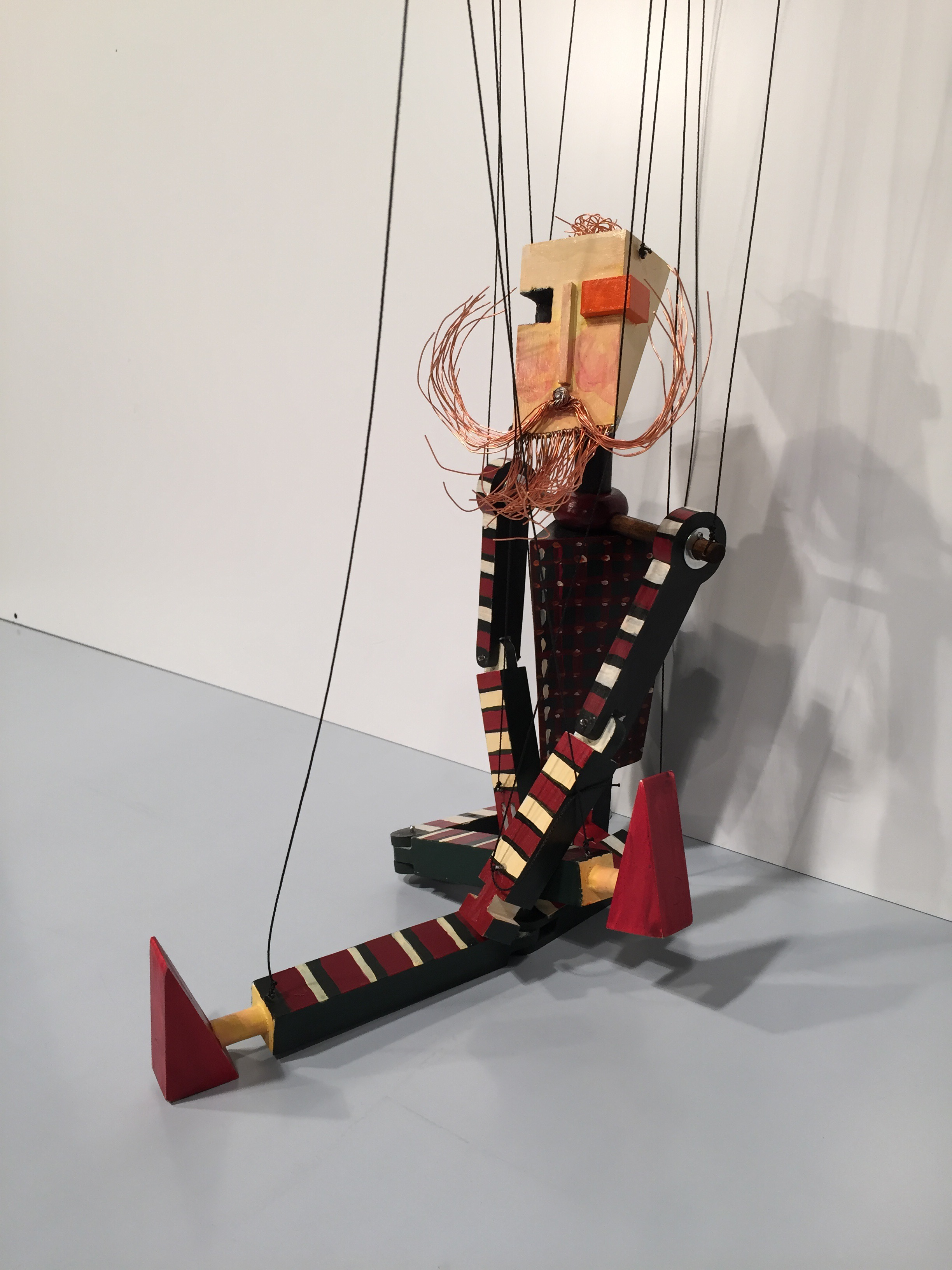
Nachbau der Marionette „Der Schneider“ (2015), Original von 1923

Im Rahmen der Kunstschule Staatliches Bauhaus entstanden Puppen im Bauhaus in unterschiedlichen Puppengenres. Dabei gilt es zu unterscheiden zwischen Puppen für künstlerische Darstellungen, wie beispielsweise im Marionettentheater, und Puppen, die als Spielzeug gedacht waren. Viele Bauhäusler versuchten sich in der Kunst der Puppenherstellung. Derart entstanden zweidimensionale Puppen für Bühnenspiele, Handpuppen, Stabpuppen, Marionetten und Wurfpuppen. Bei Bauhausfesten verkleideten sich die Künstler häufig mit Masken oder Kostümen, die aus der Puppenwelt inspiriert wurden.

## Bühnenwerkstatt
Die Bühnenwerkstatt mit Theater, Musik, Tanz und Performances gehörte von Beginn an zum Ausbildungskonzept des Bauhauses. Der erste Werkstattleiter war von 1919 bis 1923 Formmeister Lothar Schreyer. Unter ihm wurden Puppen und Ganzmasken eingesetzt, um neue künstlerische Dimensionen zu erarbeiten. 1923 übernahm Oskar Schlemmer die Leitung. Schlemmer betrachtete Puppen als ein Medium, das dem Schauspieler hilft, die Beziehung zwischen Körper und Raum zu erfahren.

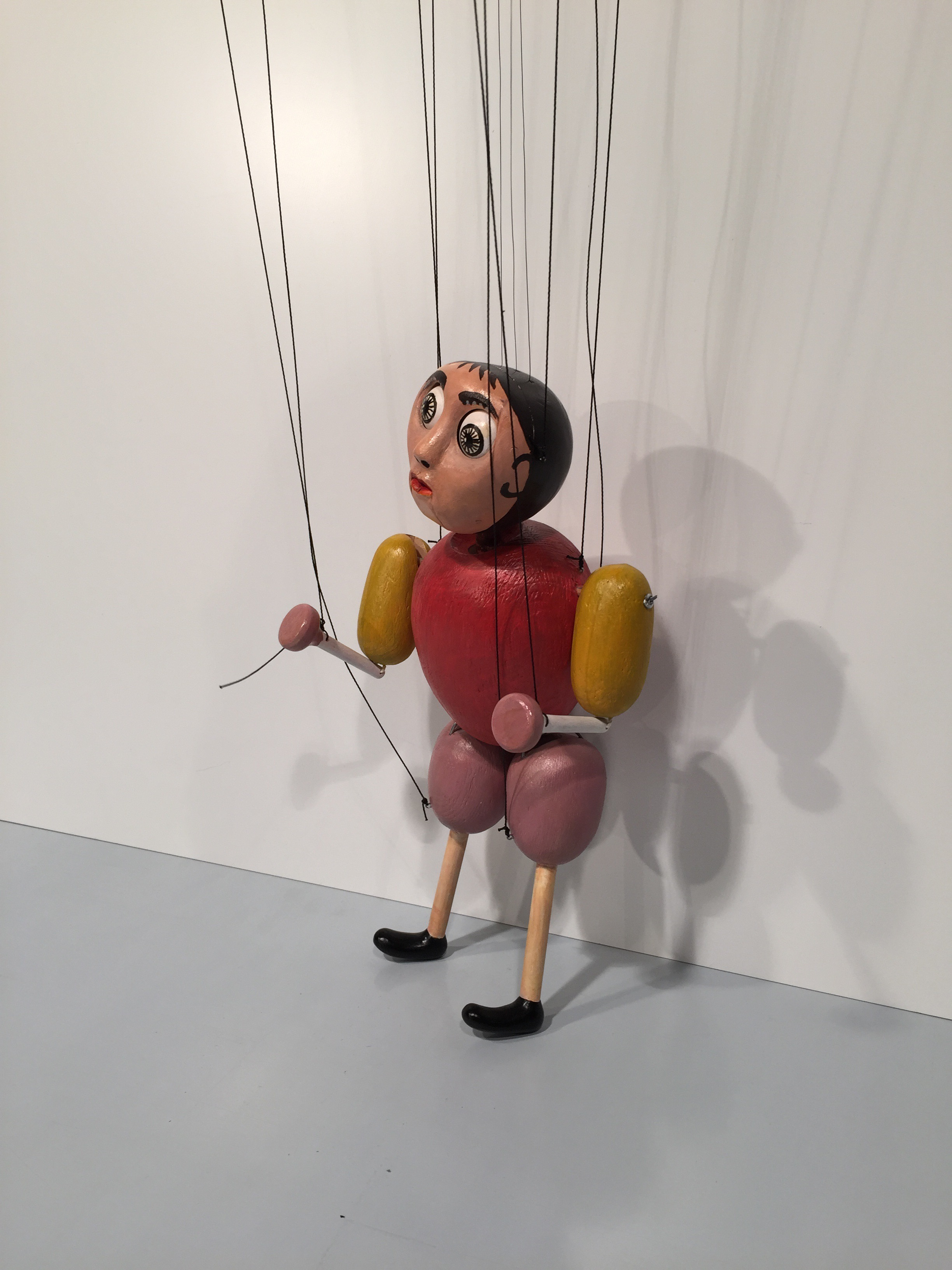
Nachbau der Marionette „Der Bucklige“ (2015), Original von 1923

In der Gestaltung gab es übergreifend wiederkehrende Elemente. So wurden Gliedmaßen durch „Prothesen“ ersetzt: Das Puppentheater Mann am Schaltbrett von Kurt Schmidt, 1924 am Bauhaus uraufgeführt, zeigte eine Puppe mit einer Art Piratenholzbein. Die Marionette Kleiner Buckliger hat Unterarme, die an stumpfe Keulen erinnern. Eine andere Figur hat statt einer Hand eine metallene Prothese, die in einen Schraubenschlüssel übergeht. Es ist zu vermuten, dass diese Elemente nicht nur der Bauhaus-Funktionalität zuzuschreiben sind, sondern auch Erfahrungen mit den Kriegsversehrten des Ersten Weltkriegs widerspiegeln könnten. Die Bauhäusler Oskar Schlemmer und László Moholy-Nagy hatten an der Front gedient.
Die künstlerische Arbeit war nicht nur auf die Figuren begrenzt, sondern schloss auch die gesamte Bühnenkonzeption mit ein. Beginnend beim Bühnenbild, kreierte beispielsweise Alma Siedhoff-Buscher frei variable Bühnenbilder für Kindertheater. Im größeren Rahmen arbeitete Andor Weininger in der Mechanischen Bühnen-Revue (1926), in der er geometrisch geformte Puppen in einer choreografierten Inszenierung auftreten ließ. Sie bewegten sich zwischen farbigen Bändern und Kreisen, begleitet von Licht- und akustischen Effekten. Diese Aufführung gilt als Vorläufer heutiger multimedialer Shows.
Die Verwendung von Puppen als Spielzeug zeigte sich auch in anderen Werkstätten. So entwarf Alma Buscher für das Kinderzimmer im Musterhaus Am Horn ein Schrankelement, das sich auch als Puppentheater nutzen lässt.

## Zweidimensionale Puppen
In der ersten Phase des Bauhauses, von 1919 bis 1923, bevorzugten die Künstler zweidimensionale Puppen oder Figuren. Mit der Ankunft von Moholy-Nagy wurden die Darstellungen zunehmend abstrakter. Im Rahmen der Bauhaus-Ausstellung 1923 wurde das ABC Hippodrom von Marcel Breuer aufgeführt. Dabei wurden vor einem schwarzen Hintergrund zweidimensionale Figuren von versteckten Tänzern bewegt.

## Marionetten
Kurt Schmidt interessierte sich bei seiner Beschäftigung mit dem Thema Bühne auch für Marionetten, doch gab es im Allgemeinen keinen Diskurs der Bauhauskünstler mit dem Puppentheater ihrer Zeit. Jahrzehnte später wurden hingegen die Arbeiten der Bauhauskünstler zur Inspiration für Puppenspieler.

### Die Abenteuer des kleinen Buckligen

Nachbauten der Marionetten aus Die Abenteuer des kleinen Buckligen im Szenenspiel

Unter der Leitung von Oskar Schlemmer erarbeiteten 1923 die Studenten der Bühnenwerkstatt Marionetten für das Märchen Die Abenteuer des kleinen Buckligen aus Märchen aus 1001 Nacht. Im Teil 4 des Bauhaus-Buchs, dem bauhausinternen Arbeitsbuch, finden sich Bilder der circa 30 cm hohen Puppen. Diese Puppen wurden von Kurt Schmidt entworfen und von Toni Hergt gefertigt. Zu einer Aufführung kam es damals nicht. Die Original-Marionetten haben keine Spielfäden. Sieben dieser Marionetten befinden sich in den Staatlichen Kunstsammlungen Dresden. Im Jahr 2015 wurden spielbare Nachbauten der Marionetten angefertigt, mit schwarzen Führungskreuzen. Die Nachbauten befinden sich im Bestand der Klassik Stiftung Weimar. 2019 brachte Christian Fuchs das Stück mit den Nachbauten auf die Bühne.
- Marionette Der Bucklige: Diese Puppe des Ensembles erscheint am konventionellsten und verzichtet fast auf die typische Formensprache des Bauhauses. Die Anmutung erinnert an die zeitgenössischen Comicfiguren Felix the Cat und die frühe Mickey Mouse. Unterkiefer und Augen sind beweglich. Im Liegen schließen sich die Augen. Im Nachbau kann jedes der drei Elemente durch drei Fäden separat angesprochen werden. Entgegen dem Rollennamen hat die Figur keinen Buckel.[10]
- Marionette Der Arzt: Sowohl in Formen- als auch Farbgebung folgt diese Figur ganz dem Stil des Bauhauses. Die Marionette ist schwer zu spielen wegen der zahlreichen Gelenke und der langen Spitzen/Spritzen in den Händen, die sich in den Fäden verfangen. Die Rückseite ist schwarz angemalt. Die Puppe erinnert an den zeitgenössischen rotblauen Stuhl von Gerrit Rietveld.[10]
- Marionette Der Diener des Arztes: Bei der Gestaltung dieser Puppe war Kurt Schmidt die Unterwürfigkeit in der Haltung wichtig. Daher sind die Fußsohlen in einem Winkel gehalten, der den Diener in eine Verbeugung drängt. Auch eine Verbeugung vom Stand bis auf den Boden ist möglich. Die Figur hat eine tellerförmige und eine quaderförmige Hand. Im Spiel ist die Figur klar in ihren Bewegungen. Die Formgebung ist kubisch. Passend zum unterwürfigen Charakter ist diese Marionette farblich zurückgenommen. Sie ist schwarz, außer zwei kleinen farblichen Akzenten an den Händen in Rot und Gelb.[10]

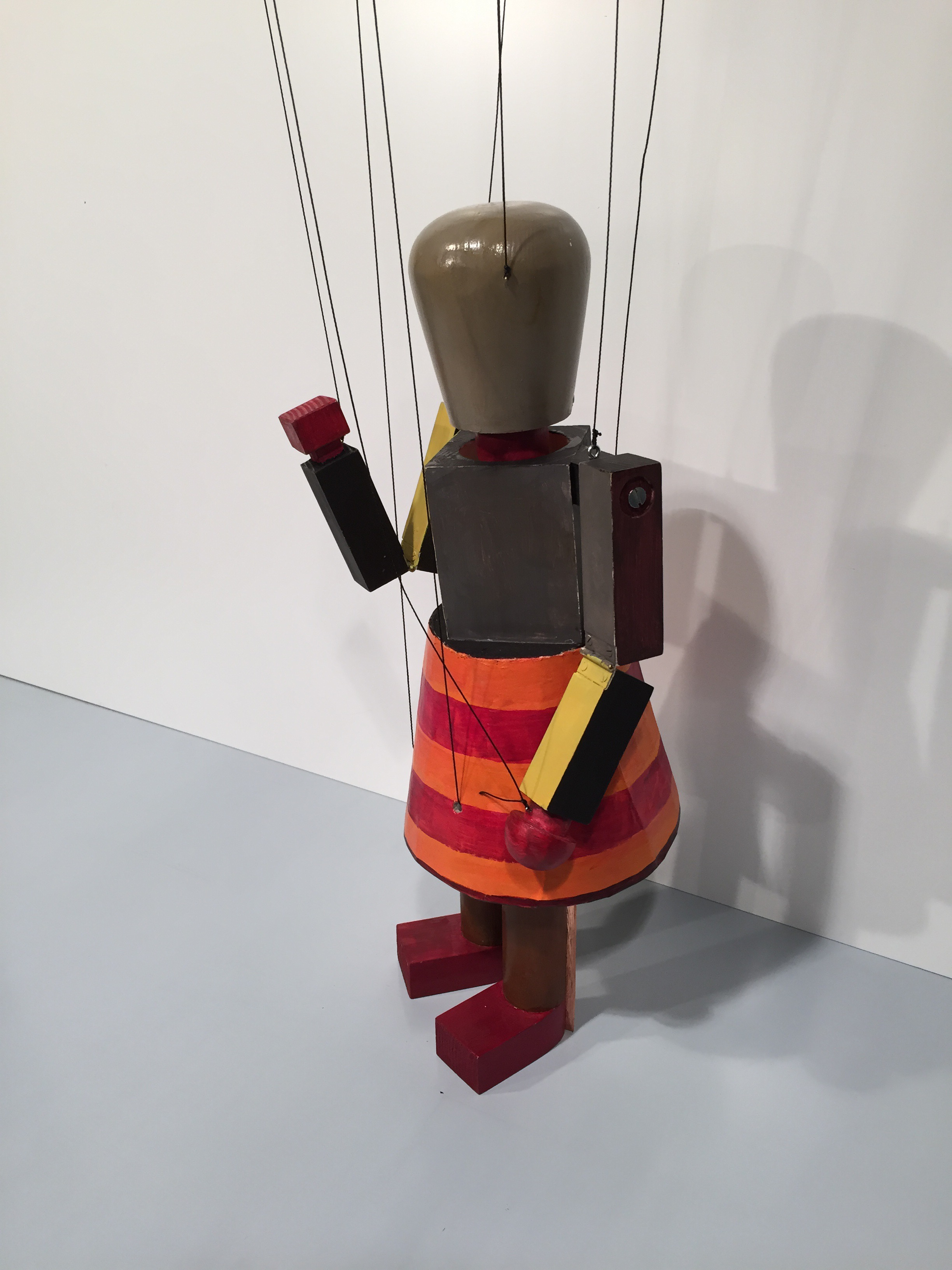
Nachbau der Marionette „Der Ölhändler“

- Marionette Der Ölhändler: Diese Puppe ist die älteste in diesem Ensemble. Sie wurde ursprünglich für die Sage Schmied von Apolda entworfen. Jenes Projekt wurde indes verworfen und die Puppe für dieses Stück übernommen. Die Figur tritt kompakt auf mit einem geringelten, bunten Rock. Die Marionette der Kunstsammlungen Dresden hat einen gekürzten Rock, der einen schwarzen Unterbau sichtbar macht. Im Nachbau ist der Saum in Originallänge gefertigt worden. Die Figur hat eine kugel- und eine würfelförmige Hand.[10]
- Marionette Der Schneider: Diese Figur ist als einzige nicht als Original in der Dresdner Sammlung. Es heißt, Kurt Schmidt verschenkte den Schneider an eine Dame, woraufhin er über mehrere Wege ins Bauhaus-Archiv nach Berlin gelangte, wo er heute im Depot verwahrt wird. Der Nachbau basierte auf Daten aus Dresden. Er ist die am schwierigsten zu spielende Puppe. Sie hat zum einen einen ausladenden Bart aus Kupferdraht, der sich in den Führungsfäden verhakt. Zum anderen ist sie mit Klappgelenken an der Hüfte versehen, damit sie einen Schneidersitz einnehmen kann. Diese Funktion macht das Gehen sehr schwierig. Anatomisch unmögliche Bewegungen prägen den Charakter dieser Marionette.[10]
- Marionette Die Frau des Schneiders: Sie ist die einzige weibliche Person im Ensemble. Der Ausdruck der Gestaltung ist aggressiv:
Nägel in den Augen, gebleckte Zähne, abstehende Haare und geballte Fäuste. Der bodenlange Rock ist aus mehrlagigem Zeitungspapier gefertigt. Er wurde zuerst bunt, dann schwarz bemalt und wieder abgeschliffen, sodass eine Oberfläche im Shabby Chic entstand.[10]
- Marionette Der Henker: Sie ist die am einfachsten gebaute Puppe. Ihre Erscheinung erinnert an ein Skelett in Rot und Weiß.
Wie der Henker den im Konzept angezeigten Galgen bedient haben soll, ist fraglich. Die Figur hat eine tellerförmige und eine quaderförmige Hand.[10]
- Marionette Der Ausrufer: Im Bericht, den Kurt Schmidt 1972 über die Arbeit an diesem Puppenstück angefertigt hat, kommt der Ausrufer nicht vor. Die Gestaltung dieser Puppe ordnet ihn eindeutig den 1923er Bauhaus-Marionetten zu. Der Ausrufer hält eine schwarze Flüstertüte. Die Figur ist in Rot, Weiß und Gelb gehalten. Von der einen Seite erscheint die Figur weiß, von der anderen rot, ein Effekt, der auch bei den Scheibentänzern im Triadischen Ballett von Oskar Schlemmer eingesetzt wird.[10]

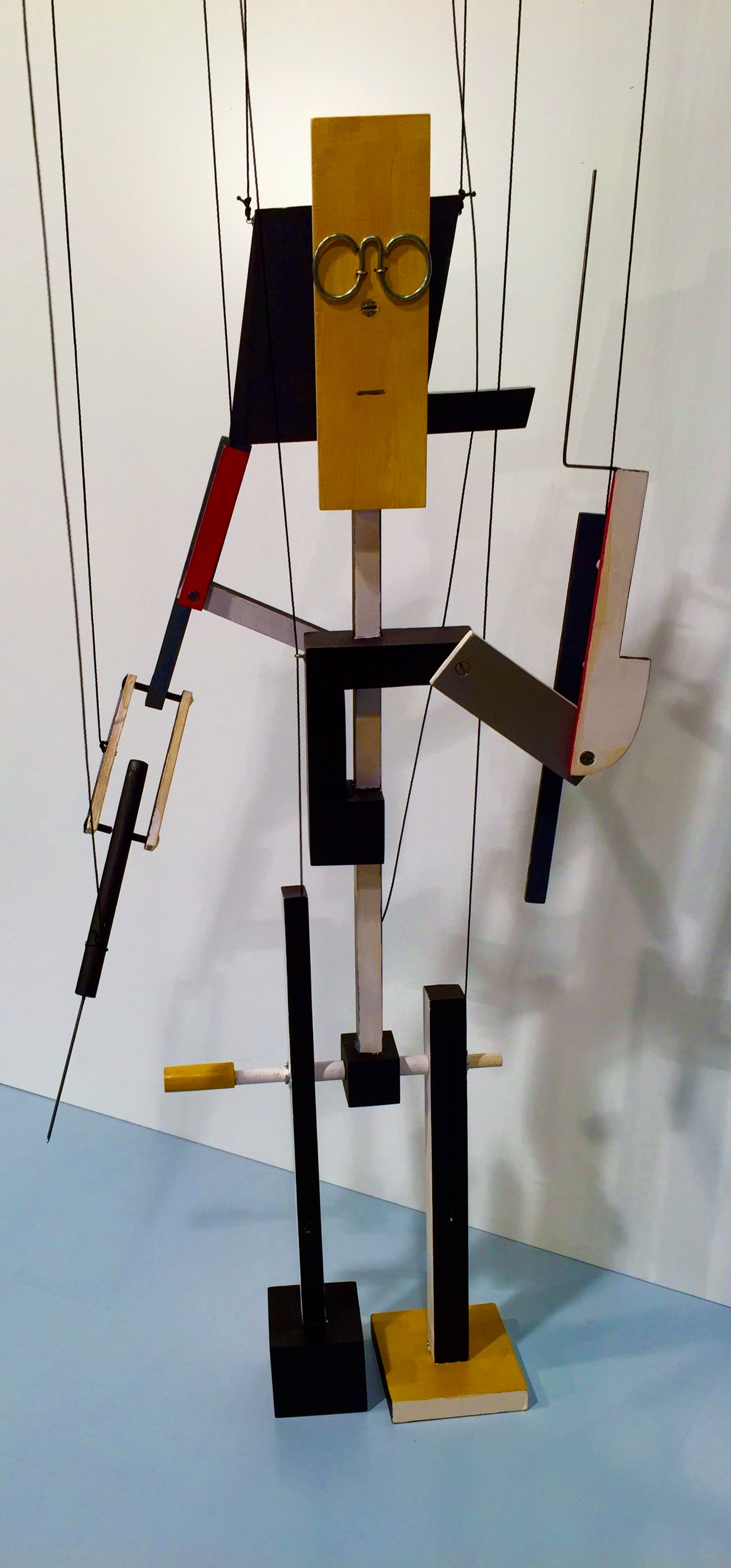
Nachbau der Marionette „Der Arzt“ (2015), Original von 1923
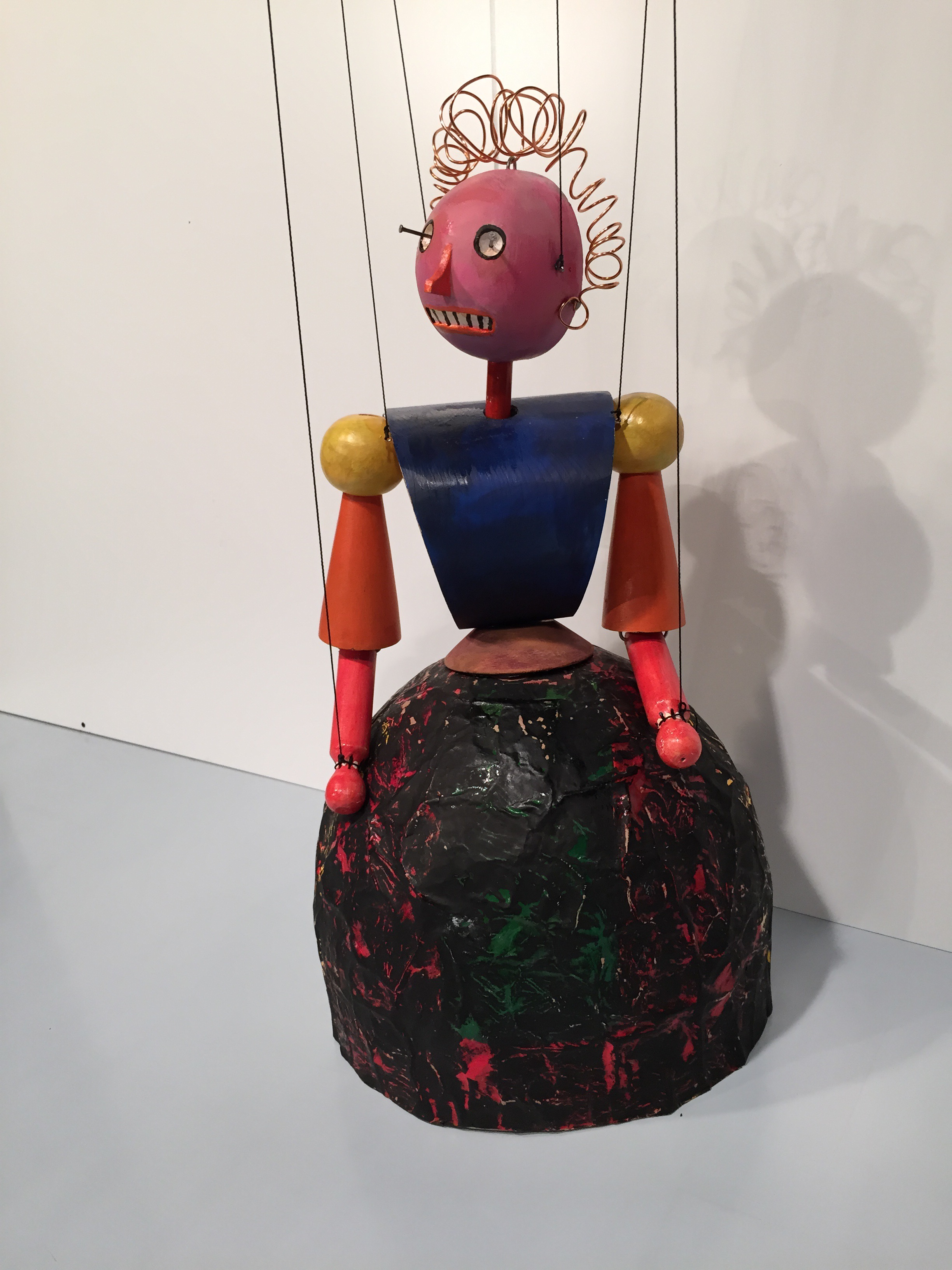
Nachbau der Marionette „Die Frau des Schneiders“ (2015), Original von 1923
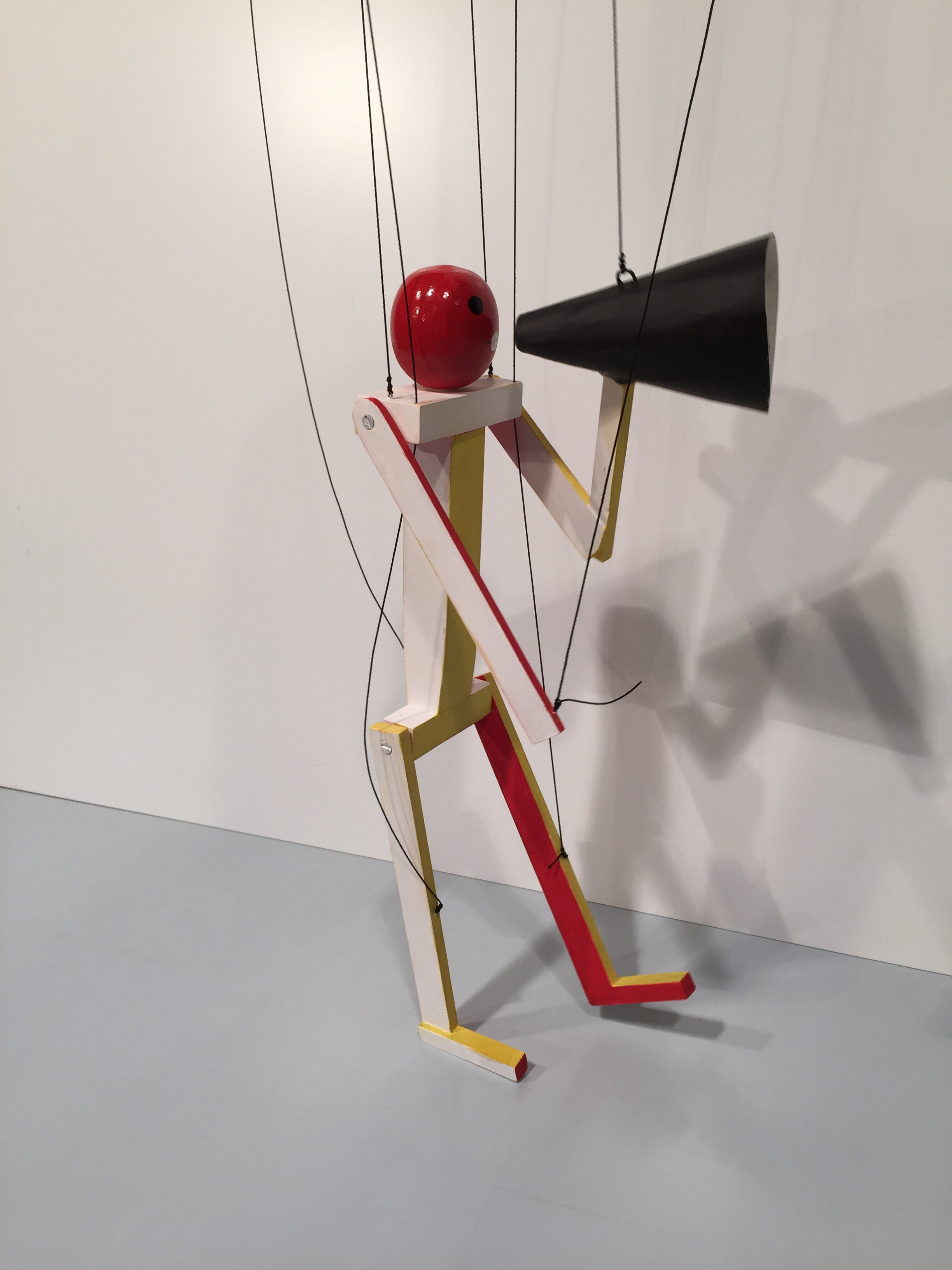
Nachbau der Marionette „Der Ausrufer“ (2015), Original von 1923
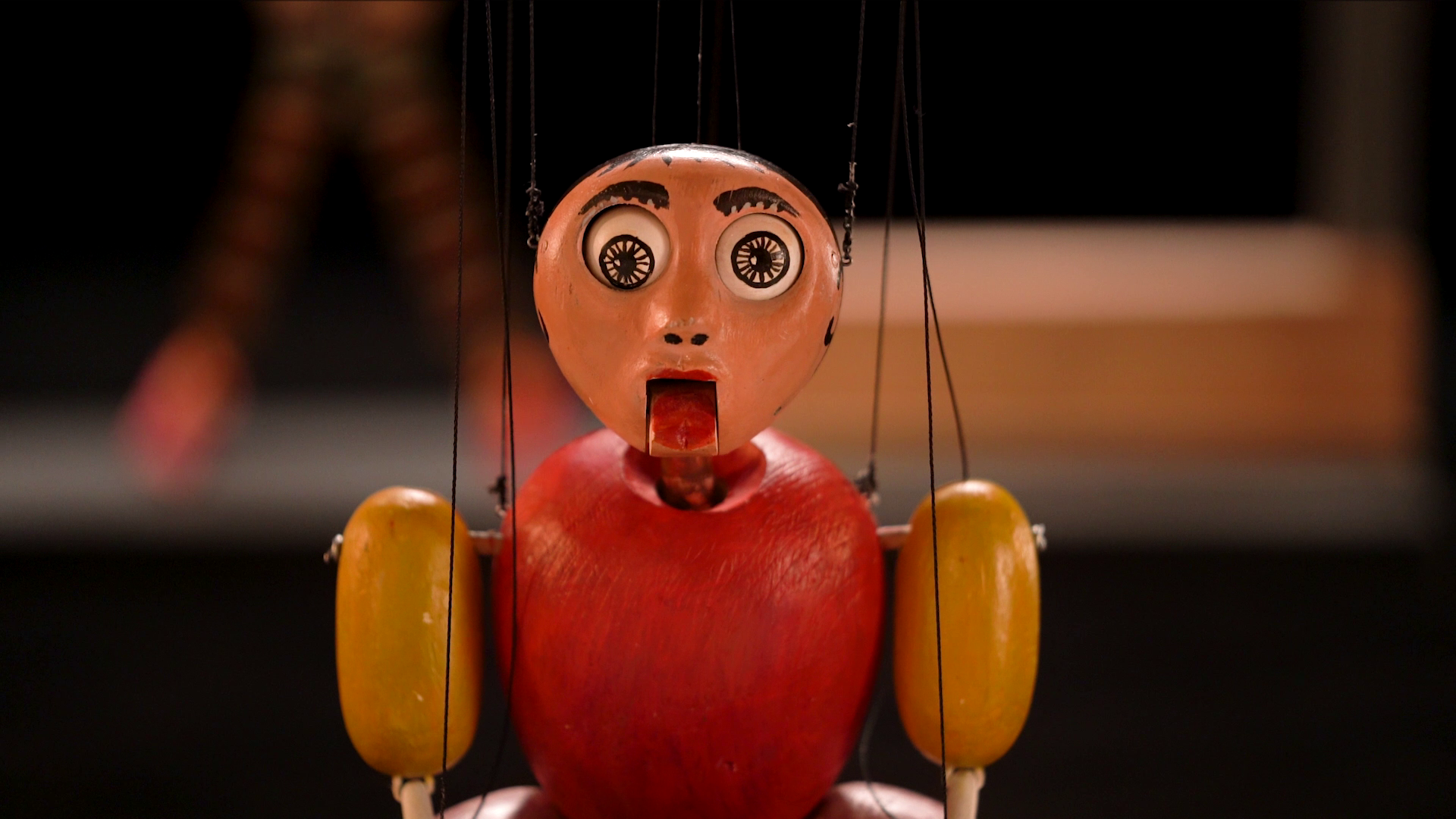
Nachbau der Marionette „Der Bucklige“ mit Mimik (2015), Original von 1923

### Weitere Figuren
Kleine und große Signalfigurine: Die große Signalfigurine ist auf ein unbehandeltes Stück Möbelholz montiert. Farblich sind die Figuren in den Grundfarben Rot, Gelb, Blau und Weiß und Schwarz gehalten. Das kleine Signal hat ungewöhnlicherweise zusätzlich Rosa auf seiner Vorderseite. Wie bei Eisenbahnsignalen können Elemente der beiden Figuren weggeklappt werden. Die Figuren stammen aus dem Konvolut der Dresdner Puppentheatersammlung. Über ihre Verwendung ist nichts bekannt. Eventuell dienten sie als Vorstudie für Kurt Schmidts Mechanisches Ballet.

## Handpuppen
Mehrere Künstler fertigten Handpuppen an. Karl Peter Röhl schnitzte und bemalte um 1920 charakterstarke Köpfe mit Elementen von naiver, bäuerlicher und expressionistischer Kunst. Zur gleichen Zeit schnitzte auch Gerhard Marcks Puppen aus Holz.

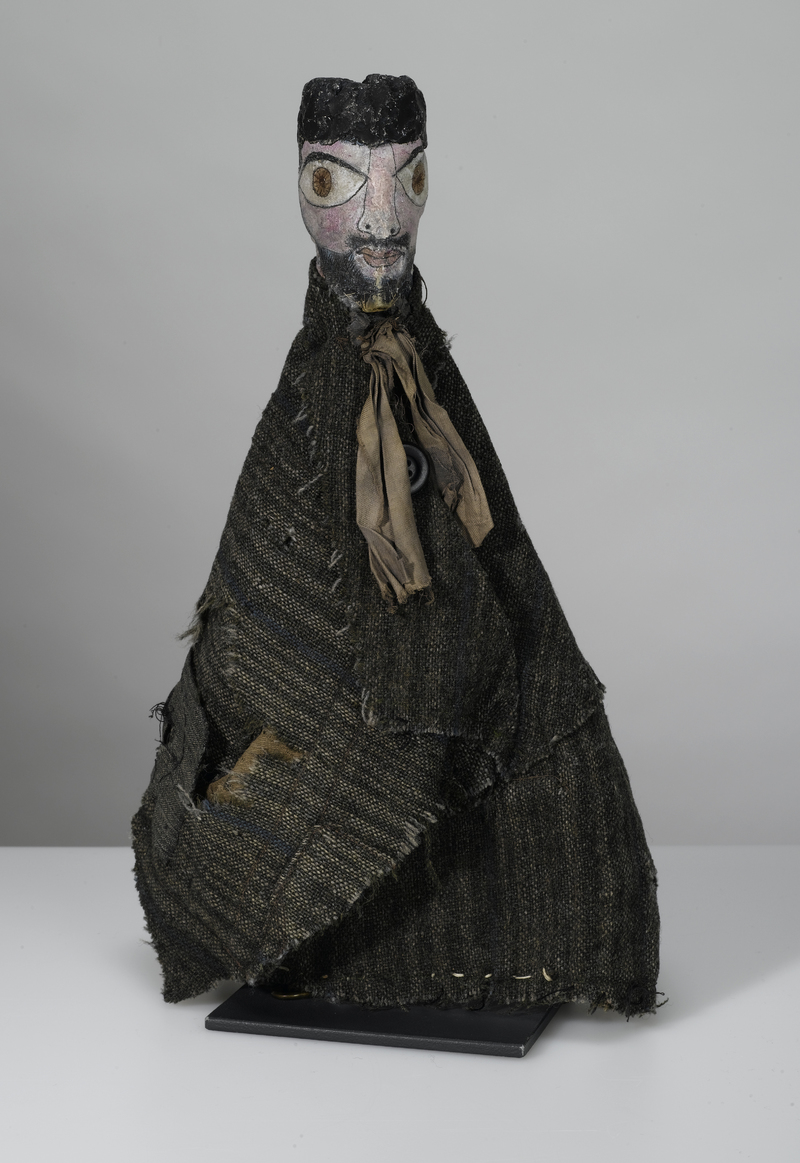
Paul Klee, Handpuppe Ohne Titel (Selbstporträt), von 1922

### Paul Klee
Paul Klee wählte nicht Holz als Material für seine 50 Handpuppen, die er von 1916 bis 1924 oder 1925 für seinen Sohn Felix anfertigte. Im Werkverzeichnis des Bauhauses sind die Puppen nicht erwähnt, waren sie doch von Beginn an als privates Spielzeug gedacht. Da die Puppen in der Zeit des prominenten Künstlers am Bauhaus entstanden, seien sie hier der Vollständigkeit halber aufgeführt.
Zur Gestaltung der Köpfe benutzte Klee Gips, aber auch Alltagsgegenstände, wie zum Beispiel Steckdosen oder Borstenpinsel. Die Kostüme bestehen aus Fell- und Stoffresten und Farbe. Die Puppen rangieren zwischen Kunstwerk und Spielzeug. Die Charaktere sind beispielsweise Opernfiguren, Familienmitglieder und Freunde. Die Gestaltung entspricht der Klee’schen Bildsprache.
Markant ist die Handpuppe, die Paul Klee von sich selber anfertigte. Der Kopf ist aus einem Rinderknochen geschnitzt. Überproportionale Augen flankieren den zur Gesichtsmitte spitz zulaufenden Schädel. Farblich ist Schwarz vorherrschend, mit einem schwarzen Bart, schwarzen Mantel und einer Art schwarzen Fes.
Die Puppe des Barbiers von Bagdad trägt einen Turban, aus dessen Spitze die Borsten eines Malerpinsels herausragen. Markant sind die großen, blauen Augen und eine prominente Nase. Hier werden die Einflüsse von Klees Reise nach Tunesien sichtbar.
Frau Tod und ihr Mann, Der kleine Tod, haben weiße Köpfe und Gewänder. Das grimmige Gesicht der Frau ist mit schwarzen und roten Ornamenten verziert, ihr Kleid mit roten Applikationen. Ihr Mann, die kleinere Puppe, hat riesige, schwarze Augenhöhlen und trägt das zahnreiche Lächeln eines Totenkopfs. Es heißt, Der kleine Tod war Klees Lieblings-Puppe.
Die Puppen verblieben bis heute unverkäuflich im Besitz der Familie. Von den vormals 50 Puppen verbrannten 20 Stück 1944 im Zweiten Weltkrieg in Würzburg. Die 30 verbleibenden Originale verwahrt heute das Zentrum Paul Klee in Bern. Im Jahr 2008 wurden von 11 Puppen Replikate angefertigt, detailgetreu bis zu Qualität der Nähstiche. Die Nachbauten sind um 20 % größer, um sie für die Handgröße Erwachsener passend zu machen. Mehrere Puppentheateraufführungen mit den Nachbauten folgten, in denen Klees Leben als Maler erzählt wurde. Eine Inszenierung, gespielt vom Ensemble der united-puppets, war 2009 Teil des Rahmenprogramms zur Ausstellung „Das Bauhaus kommt“ in Weimar. Anlässlich des 100. Geburtstag des Bauhauses fanden 2019 abermals Vorführungen statt.
Klee beschäftigte sich mit dem Puppenspiel nicht nur privat für seinen Sohn, sondern ebenfalls in seiner künstlerischen Arbeit am Bauhaus.

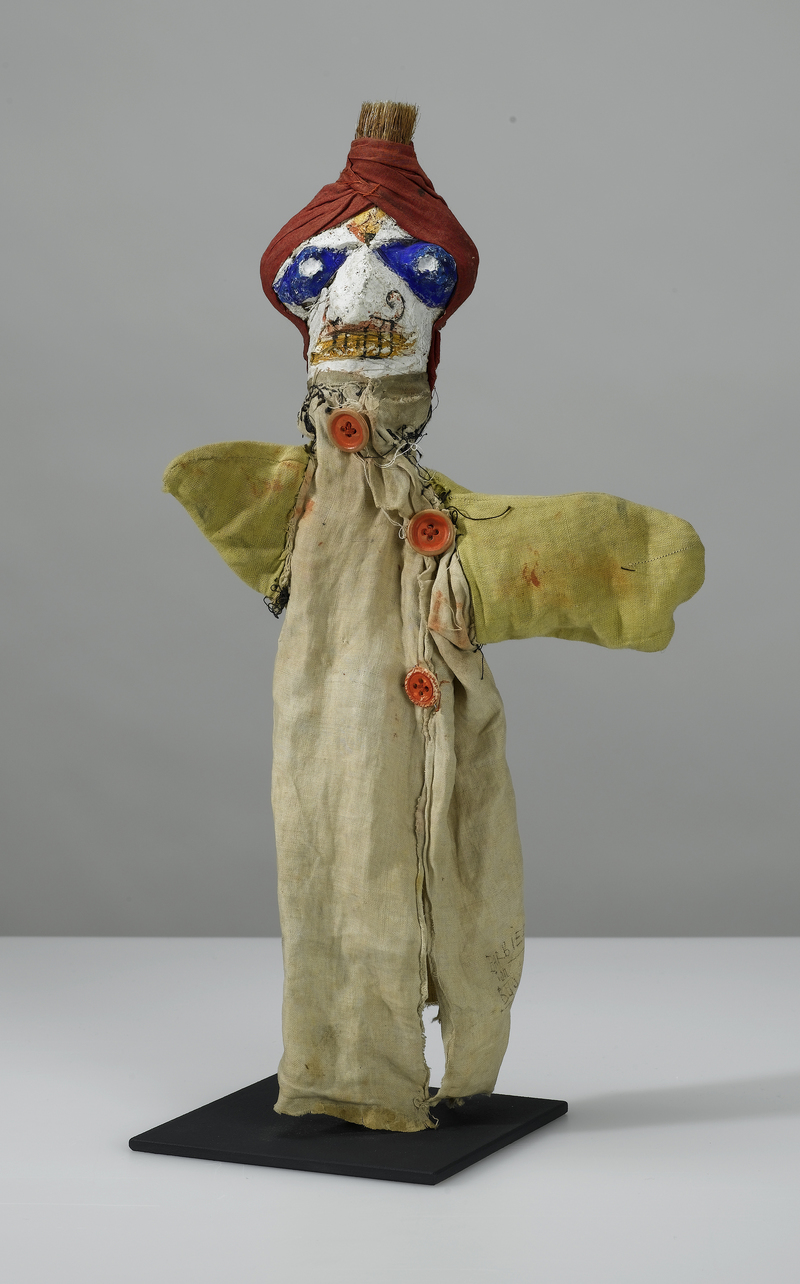
Paul Klee, Handpuppe Ohne Titel (Barbier von Bagdad), von 1921
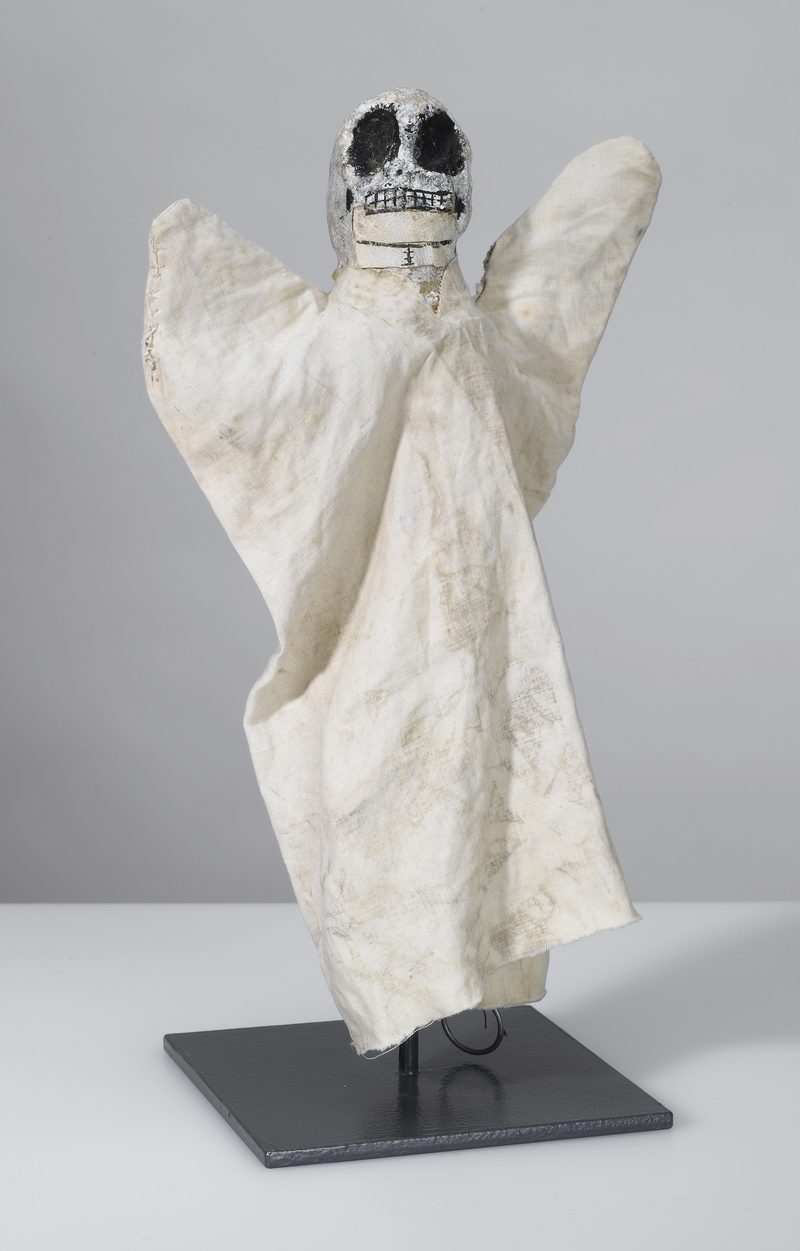
Paul Klee, Handpuppe Ohne Titel (Herr Tod), von 1916
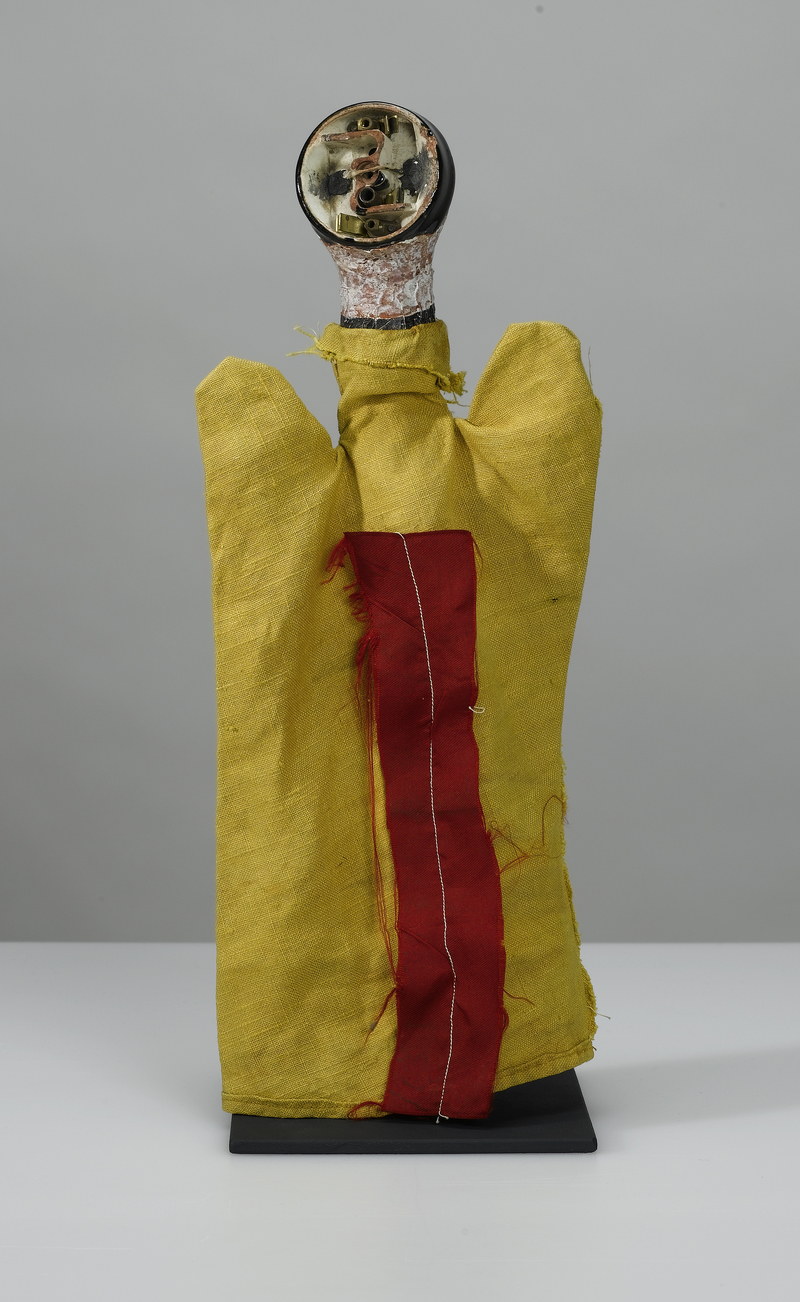
Paul Klee, Handpuppe Ohne Titel (Elektrischer Spuk), von 1923
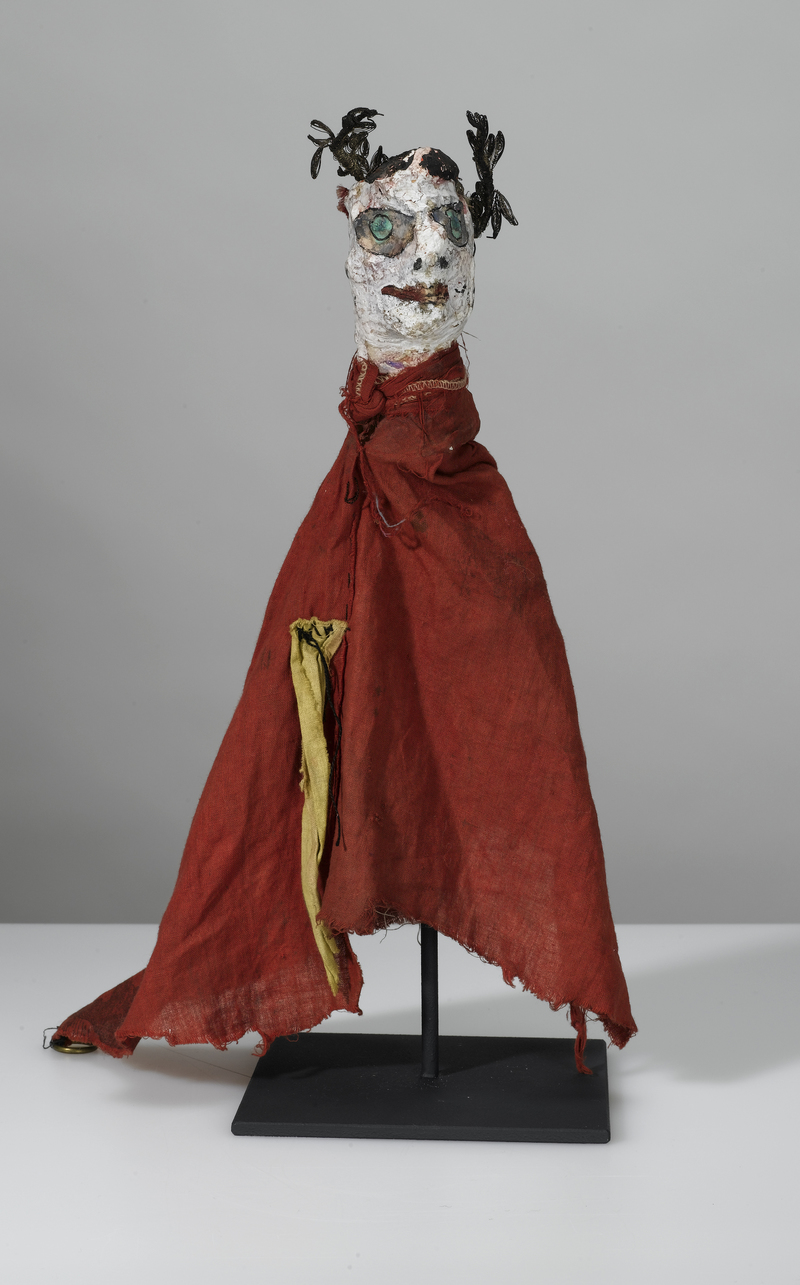
Paul Klee, Handpuppe Ohne Titel (Gekrönter Dichter), von 1919

## Wurfpuppen

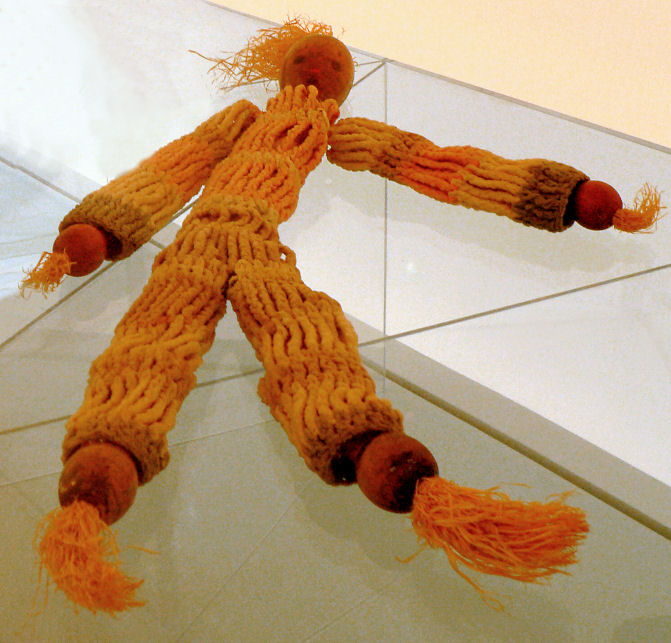
Wurfpuppe von Alma Siedhoff-Buscher

Die sogenannten Wurfpuppen gestaltete Alma Siedhoff-Buscher für Kinder. Die Puppen haben einen Kopf aus Holz mit einem schlicht gemalten Gesicht aus geometrischen Formen. Der wirre Haarschopf besteht aus Bast. Die langen Gliedmaßen sind ebenfalls aus Bastmaterial, geflochten und mit jeweils einer Holzkugel als Abschluss. Die Kleidung ist aus Chenillegarn gestrickt. Die Puppen zeichnen sich durch ihre Robustheit und die vielfältigen Bewegungsmöglichkeiten der schlacksigen Gliedmaßen aus.
Siedhoff-Buscher meldete ihre Wurfpuppen zum Patent an. Die Wurfpuppen gingen jedoch nie in Serie, weil sie nur in teurer Handarbeit herzustellen waren. Dadurch sind nur noch wenige Exemplare erhalten. Eines ist im Besitz von Alma Siedhoff-Buschers Sohn, dem Schauspieler Joost Siedhoff.

## Stabpuppen
Siedhoff-Buscher schuf um 1922 ein platzsparend zusammenklappbares Puppentheater mit Stabpuppen.
Eberhard Schrammen drechselte 1923 sechs Stabpuppen.